# Vancouver Canucks 2008-2009
Nel 2008-2009 i Vancouver Canucks giocano la loro 38ª stagione nella NHL.

## Eventi della stagione

### La Off-season

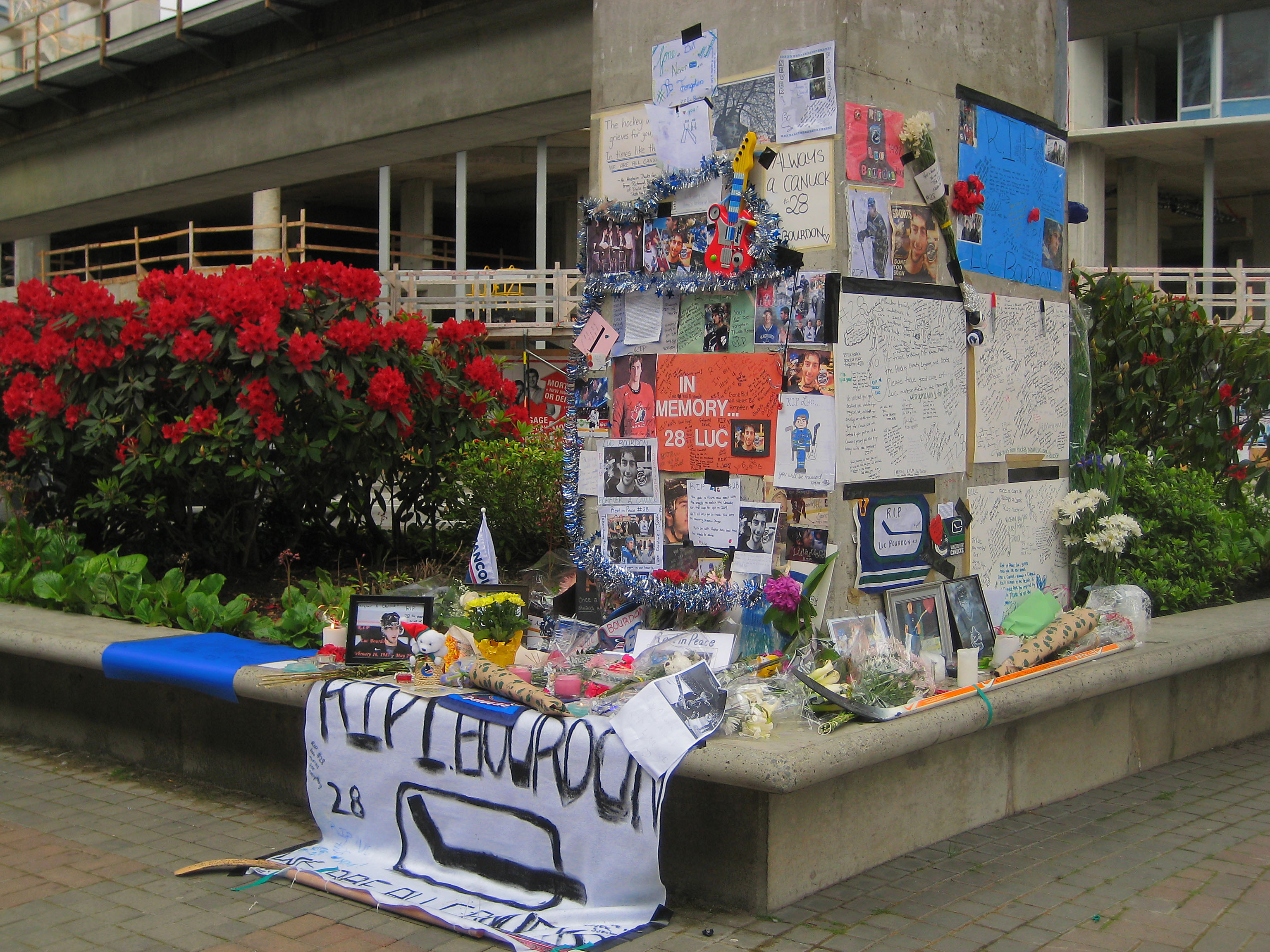
Omaggi lasciati dai tifosi in memoria di Luc Bourdon fuori il General Motors Place.

Il 29 maggio 2008 I Canucks perdono il giovane difensore Luc Bourdon, di solo 21 anni, scomparso in un tragico incidente stradale, mentre era alla guida della sua motocicletta. I Canucks decidono di onorare la sua memoria il 9 ottobre 2008 durante la partita di apertura della stagione contro i Calgary Flames e di portare per tutta la stagione sul caso un adesivo con la sigla "LB".
Il 17 giugno 2008 viene nominato assistente allenatore Ryan Walter, che si aggiunge a Rick Bowness in questo ruolo, andando ad affiancarsi così all'allenatore Alain Vigneault. Ryan Walter, di 50 anni, ha giocato 1.031 partite nella NHL con Washington, Montréal e Vancouver segnando 264 goal e 382 assist. Nel 1986 ha vinto anche una Stanley Cup con il Montréal.
Durante il mercato dei Free Agent i Vancouver perdono due importanti giocatori: Markus Näslund, capitano dei Canucks per sette stagioni, che firma un contratto per 2 anni e 8 milioni i dollari con i New York Rangers, e Brendan Morrison che firma un contratto di un anno e 2.75 milioni di dollari con Anaheim Ducks. A sostituirli giungono, Steve Bernier dai Buffalo Sabres in cambio della terza scelta al draft 2009 e della seconda scelta al draft 2010, e Pavol Demitra che firma, come Free Agent, un contratto di 2 anni e 8 milioni di dollari. 
Il 4 settembre 2008 viene annunciato che, durante la partita casalinga del 17 dicembre 2008 contro gli Edmonton Oilers, verrà ritirato il numero 16 di Trevor Linden, diventando il secondo giocatore dei Canucks dopo Stan Smyl a cui spetta questo onore.

### La Pre-Season
Il 30 settembre 2008 i Canucks annunciano di aver nominato, quale dodicesimo capitano della squadra, il portiere Roberto Luongo, che diventa così, il settimo portiere a essere nominato capitano di una squadra dell' NHL. Secondo il regolamento NHL il portiere non può portare la "C" sulla maglia, parlare con l'arbitro ed effettuare gli ingaggi celebrativi. Questi compiti spetteranno al vice capitano Willie Mitchell, nominato in questo ruolo con i compagni di squadra Mattias Öhlund e Ryan Kesler.

## Pre-season
Il primo campo d'allenamento, quelli dei giovani talenti, chiamato, "Prospect Camp", si volge tra il General Motors Place e il campus dell'Università della Columbia Britannica, dal 12 settembre 2008 al 18 settembre 2008. Il campo di allenamento principale si svolse a Whistler a partire dal 20 settembre 2008.
Partite di preparazione (6-0-1; in Casa 3-0-1; in trasferta 3-0-0)
| Edmonton 22 settembre 2008 | Vancouver Canucks | 4 – 3 (d.t.s.) referto | Edmonton Oilers | Rexall Place (16 839 spett.) |

| Vancouver 23 settembre 2008 | Edmonton Oilers | 1 – 2 referto | Vancouver Canucks | General Motors Place (18 630 spett.) |

| San Jose 27 settembre 2008 | Vancouver Canucks | 3 – 2 referto | San Jose Sharks | HP Pavilion (16 721 spett.) |

| Anaheim 28 settembre 2008 | Vancouver Canucks | 5 – 4 (d.t.s.) referto | Anaheim Ducks | Honda Center (16 481 spett.) |

| Vancouver 1º ottobre 2008 | Calgary Flames | 1 – 6 referto | Vancouver Canucks | General Motors Place (18 630 spett.) |

| Vancouver 2 ottobre 2008 | San Jose Sharks | 2 – 3 referto | Vancouver Canucks | General Motors Place (18 630 spett.) |

| Vancouver 5 ottobre 2008 | Anaheim Ducks | 4 – 3 (d.t.s.) referto | Vancouver Canucks | General Motors Place (18 630 spett.) |

## Regular Season

### Classifica della Western Division
| P | Squadra            | G  | V  | P  | PS | GF  | GS  | Pt  |
| - | ------------------ | -- | -- | -- | -- | --- | --- | --- |
| 1 | Vancouver Canucks  | 82 | 45 | 27 | 10 | 246 | 220 | 100 |
| 2 | Calgary Flames     | 82 | 46 | 30 | 6  | 254 | 248 | 98  |
| 3 | Minnesota Wild     | 82 | 40 | 33 | 9  | 219 | 200 | 89  |
| 4 | Edmonton Oilers    | 82 | 38 | 35 | 9  | 234 | 248 | 85  |
| 5 | Colorado Avalanche | 82 | 32 | 45 | 5  | 199 | 257 | 69  |

LEGENDA:

G=Giocate, V=Vinte, PS=Perse ai suppl., P=Perse, GF=Gol Fatti, GS=Gol Subiti, Pt=Punti

### Classifica della Western Conference
| P  | Squadra               | G  | V  | P  | PS | GF  | GS  | Pt  |
| -- | --------------------- | -- | -- | -- | -- | --- | --- | --- |
| 1  | San Jose SharksY X    | 82 | 53 | 18 | 11 | 257 | 204 | 117 |
| 2  | Detroit Red WingsY Z  | 82 | 51 | 21 | 10 | 295 | 244 | 112 |
| 3  | Vancouver CanucksY Z  | 82 | 45 | 27 | 10 | 246 | 220 | 100 |
| 4  | Chicago Blackhawks    | 82 | 46 | 24 | 12 | 264 | 216 | 104 |
| 5  | Calgary Flames        | 82 | 46 | 30 | 6  | 254 | 248 | 98  |
| 6  | St. Louis Blues       | 82 | 41 | 31 | 10 | 233 | 233 | 92  |
| 7  | Columbus Blue Jackets | 82 | 41 | 31 | 10 | 226 | 230 | 92  |
| 8  | Anaheim Ducks         | 82 | 42 | 33 | 7  | 245 | 238 | 91  |
| 9  | Minnesota Wild        | 82 | 40 | 33 | 9  | 219 | 200 | 89  |
| 10 | Nashville Predators   | 82 | 40 | 34 | 8  | 213 | 233 | 88  |
| 11 | Edmonton Oilers       | 82 | 38 | 35 | 9  | 234 | 248 | 85  |
| 12 | Dallas Stars          | 82 | 36 | 35 | 11 | 230 | 257 | 83  |
| 13 | Phoenix Coyotes       | 82 | 36 | 39 | 7  | 208 | 252 | 79  |
| 14 | Los Angeles Kings     | 82 | 34 | 37 | 11 | 207 | 234 | 79  |
| 15 | Colorado Avalanche    | 82 | 32 | 45 | 5  | 199 | 257 | 69  |

LEGENDA:

G=Giocate, V=Vinte, PS=Perse ai suppl., P=Perse, GF=Gol Fatti, GS=Gol Subiti, Pt=Punti, Y=primi nella loro Division; X= vincitore del Presidents' Trophy; Z= vincitore del titolo di Division

### Risultati
Ottobre 2008 6-5-0 (In casa 2-1-0; in trasferta 4-4-0)
| Vancouver 9 ottobre 2008 | Calgary Flames | 0 – 6 (0-1;0-2;0-3) referto | Vancouver Canucks | General Motors Place (18 630 spett.) |

| Calgary 11 ottobre 2008 | Vancouver Canucks | 5 – 4 (1-3;2-1;1-0;1-0) (d.t.s.) referto | Calgary Flames | Pengrowth Saddledome (19 289 spett.) |

| Washington 13 ottobre 2008 | Vancouver Canucks | 1 – 5 (1-2;0-3;0-0) referto | Washington Capitals | Verizon Center (16 847 spett.) |

| Detroit 16 ottobre 2008 | Vancouver Canucks | 4 – 3 (2-1;0-2;1-0;1-0) (d.t.s.) referto | Detroit Red Wings | Joe Louis Arena (19 011 spett.) |

| Buffalo 17 ottobre 2008 | Vancouver Canucks | 2 – 5 (0-3;1-1;1-1) referto | Buffalo Sabres | HSBC Arena (18 449 spett.) |

| Chicago 19 ottobre 2008 | Vancouver Canucks | 2 – 4 (1-2;0-0;1-2) referto | Chicago Blackhawks | United Center (21 193 spett.) |

| Columbus 21 ottobre 2008 | Vancouver Canucks | 2 – 4 (1-2;0-1;1-1) referto | Columbus Blue Jackets | Nationwide Arena (12 057 spett.) |

| Vancouver 25 ottobre 2008 | Edmonton Oilers | 3 – 6 (0-1;3-2;0-3) referto | Vancouver Canucks | General Motors Place (18 630 spett.) |

| Vancouver 28 ottobre 2008 | Boston Bruins | 1 – 0 (1-0;0-0;0-0) referto | Vancouver Canucks | General Motors Place (18 630 spett.) |

| Los Angeles 30 ottobre 2008 | Vancouver Canucks | 4 – 0 (2-0;1-0;1-0) referto | Los Angeles Kings | Staples Center (13 652 spett.) |

| Anaheim 31 ottobre 2008 | Vancouver Canucks | 7 – 6 (1-2;4-3;1-1;0-0) (d.t.r.) referto | Anaheim Ducks | Honda Center (16 704 spett.) |

Novembre 2008 8-3-2 (In casa 5-2-1; in trasfarta 3-1-1)
| Vancouver 2 novembre 2008 | Detroit Red Wings | 3 – 2 (1-0;2-1;0-1) referto | Vancouver Canucks | General Motors Place (18 630 spett.) |

| Vancouver 4 novembre 2008 | Nashville Predators | 0 – 4 (0-0;0-1;0-3) referto | Vancouver Canucks | General Motors Place (18 630 spett.) |

| Vancouver 6 novembre 2008 | Phoenix Coyotes | 0 – 1 (0-1;0-0;0-0) referto | Vancouver Canucks | General Motors Place (18 630 spett.) |

| Vancouver 8 novembre 2008 | Minnesota Wild | 0 – 2 (0-1;0-0;0-1) referto | Vancouver Canucks | General Motors Place (18 630 spett.) |

| Vancouver 12 novembre 2008 | Colorado Avalanche | 2 – 1 (0-0;0-1;1-0;0-0) (d.t.r.) referto | Vancouver Canucks | General Motors Place (18 630 spett.) |

| Vancouver 15 novembre 2008 | Toronto Maple Leafs | 2 – 4 (0-2;0-2;2-0) referto | Vancouver Canucks | General Motors Place (18 630 spett.) |

| Uniondale 17 novembre 2008 | Vancouver Canucks | 1 – 2 (1-0;0-1;0-0;0-0) (d.t.r.) referto | New York Islanders | Nassau Veterans Memorial Coliseum (11 299 spett.) |

| New York 19 novembre 2008 | Vancouver Canucks | 6 – 3 (2-0;3-2;1-1) referto | New York Rangers | Madison Square Garden (18 200 spett.) |

| Saint Paul 20 novembre 2008 | Vancouver Canucks | 3 – 2 (0-0;2-2;1-0) referto | Minnesota Wild | Xcel Energy Center (18 568 spett.) |

| Pittsburgh 22 novembre 2008 | Vancouver Canucks | 3 – 1 (1-0;1-0;1-1) referto | Pittsburgh Penguins | Mellon Arena (17 040 spett.) |

| Vancouver 24 novembre 2008 | Detroit Red Wings | 2 – 3 (1-0;0-1;1-1;0-1) (d.t.s.) referto | Vancouver Canucks | General Motors Place (18 630 spett.) |

| Vancouver 27 novembre 2008 | Calgary Flames | 4 – 3 (1-2;1-0;2-1) referto | Vancouver Canucks | General Motors Place (18 630 spett.) |

| Calgary 29 novembre 2008 | Vancouver Canucks | 1 – 3 (0-0;0-1;1-2) referto | Calgary Flames | Pengrowth Saddledome (19 289 spett.) |

Dicembre 2008 6-7-1 (In casa 4-3-0; in trasfarta 2-4-1)
| dicembre 2008 |  | 0 – 0 (0-0;0-0;0-0) |  |  |

Gennaio 2009 2-5-5 (In casa 0-5-3; in trasfarta 2-0-2)
| gennaio 2009 |  | 0 – 0 (0-0;0-0;0-0) |  |  |

Febbraio 2009 9-2-0 (In casa 4-0-0; in trasfarta 5-2-0)
| febbraio 2009 |  | 0 – 0 (0-0;0-0;0-0) |  |  |

Marzo 2009 11-3-1 (In casa 7-0-0; in trasfarta 4-3-1)
| marzo 2009 |  | 0 – 0 (0-0;0-0;0-0) |  |  |

Aprile 2009 3-2-1 (In casa 2-1-1; in trasfarta 1-1-0)
| Vancouver 2 aprile 2009 | Anaheim Ducks | 6 – 5 (2-2;3-3;0-0;0-0) (d.t.r.) referto | Vancouver Canucks | General Motors Place (18 630 spett.) |

| Edmonton 4 aprile 2009 | Vancouver Canucks | 3 – 5 (0-1;0-1;3-3) referto | Edmonton Oilers | Rexall Place (16 839 spett.) |

| Vancouver 5 aprile 2009 | Colorado Avalanche | 4 – 1 (1-0;1-0;2-1) referto | Vancouver Canucks | General Motors Place (18 630 spett.) |

| Vancouver 7 aprile 2009 | Calgary Flames | 1 – 4 (0-1;1-1;0-2) referto | Vancouver Canucks | General Motors Place (18 630 spett.) |

| Vancouver 9 aprile 2009 | Los Angeles Kings | 0 – 1 (0-0;0-1;0-0) referto | Vancouver Canucks | General Motors Place (18 630 spett.) |

| Denver 11 aprile 2009 | Vancouver Canucks | 1 – 0 (0-0;0-0;0-0;1-0) (d.t.s.) referto | Colorado Avalanche | Pepsi Center (13 397 spett.) |

## Play Off
Nel corso dei play-off 2009,i Canucks vennero battuti alle semifinali della Conference dai Chicago Blackhawks per 4-2, dopo che erano riusciti ad eliminare nei quarti i St. Louis Blues con un secco 4-0.
Quarti di finale Western ConferenceVacouver Canucks - St. Louis Blues 4-0
| Vancouver 15 aprile 2009 | St. Louis Blues | 1 – 2 (0-1;1-1;0-0) referto | Vancouver Canucks | General Motors Place (18 630 spett.) |

| Vancouver 17 aprile 2009 | St. Louis Blues | 0 – 3 (0-0;0-1;0-2) referto | Vancouver Canucks | General Motors Place (18 630 spett.) |

| St. Louis 19 aprile 2009 | Vancouver Canucks | 3 – 2 (0-1;2-1;1-0) referto | St. Louis Blues | Scottrade Center (19 500 spett.) |

| St. Louis 21 aprile 2009 | Vancouver Canucks | 3 – 2 (1-0;1-2;0-0;1-0) (d.t.s.) referto | St. Louis Blues | Scottrade Center (19 250 spett.) |

Semifinale Western ConferenceVacouver Canucks - Chicago Blackhawks 2-4
| Vancouver 30 aprile 2009 | Chicago Blackhawks | 3 – 5 (0-1;0-2;3-2) referto | Vancouver Canucks | General Motors Place (18 630 spett.) |

| Vancouver 2 maggio 2009 | Chicago Blackhawks | 6 – 3 (0-2;3-0;3-1) referto | Vancouver Canucks | General Motors Place (18 630 spett.) |

| Chicago 5 maggio 2009 | Vancouver Canucks | 3 – 1 (1-0;2-1;0-0) referto | Chicago Blackhawks | United Center (22 659 spett.) |

| Chicago 7 maggio 2009 | Vancouver Canucks | 1 – 2 (0-0;1-0;0-1;0-1) (d.t.s.) referto | Chicago Blackhawks | United Center (22 682 spett.) |

| Vancouver 9 maggio 2009 | Chicago Blackhawks | 4 – 2 (1-1;1-1;2-0) referto | Vancouver Canucks | General Motors Place (18 630 spett.) |

| Chicago 11 maggio 2009 | Vancouver Canucks | 5 – 7 (1-1;2-2;2-4) referto | Chicago Blackhawks | United Center (22 687 spett.) |

## Giocatori

### Roster
| N. | Naz.                   | Ruolo | Nome                | Anno | Alt. | Peso | Tiro |
| -- | ---------------------- | ----- | ------------------- | ---- | ---- | ---- | ---- |
| 1  | Canada (bandiera)      | P     | Roberto Luongo - C  | 1979 | 190  | 93   | L    |
| 2  | Svezia (bandiera)      | D     | Mattias Öhlund - A  | 1976 | 192  | 102  | L    |
| 3  | Canada (bandiera)      | D     | Kevin Bieksa        | 1981 | 185  | 88   | R    |
| 4  | Canada (bandiera)      | D     | Rob Davison         | 1980 | 188  | 102  | L    |
| 5  | Finlandia (bandiera)   | D     | Ossi Väänänen       | 1980 | 193  | 98   | L    |
| 6  | Finlandia (bandiera)   | D     | Sami Salo           | 1974 | 191  | 98   | R    |
| 7  | Canada (bandiera)      | A     | Michel Ouellet      | 1982 | 185  | 88   | R    |
| 8  | Canada (bandiera)      | D     | Willie Mitchell - A | 1977 | 190  | 95   | L    |
| 9  | Canada (bandiera)      | A     | Taylor Pyatt        | 1981 | 193  | 103  | L    |
| 10 | Canada (bandiera)      | A     | Ryan Johnson        | 1976 | 185  | 93   | L    |
| 13 | Svezia (bandiera)      | A     | Mats Sundin         | 1971 | 195  | 105  | R    |
| 14 | Canada (bandiera)      | A     | Alexandre Burrows   | 1981 | 185  | 86   | L    |
| 17 | Stati Uniti (bandiera) | A     | Ryan Kesler - A     | 1984 | 188  | 94   | R    |
| 18 | Canada (bandiera)      | A     | Steve Bernier       | 1985 | 188  | 102  | R    |
| 21 | Canada (bandiera)      | A     | Mason Raymond       | 1985 | 183  | 83   | L    |
| 22 | Svezia (bandiera)      | A     | Daniel Sedin        | 1980 | 186  | 84   | L    |
| 23 | Svezia (bandiera)      | D     | Alexander Edler     | 1986 | 193  | 100  | L    |
| 24 | Canada (bandiera)      | A     | Darcy Hordichuk     | 1980 | 185  | 98   | L    |
| 27 | Canada (bandiera)      | A     | Jason Krog          | 1975 | 178  | 86   | R    |
| 29 | Canada (bandiera)      | A     | Jason Jaffray       | 1981 | 185  | 93   | L    |
| 30 | Canada (bandiera)      | P     | Jason LaBarbera     | 1980 | 190  | 102  | L    |
| 33 | Svezia (bandiera)      | A     | Henrik Sedin        | 1980 | 188  | 86   | L    |
| 35 | Stati Uniti (bandiera) | P     | Cory Schneider      | 1986 | 188  | 89   | L    |
| 36 | Danimarca (bandiera)   | A     | Jannik Hansen       | 1986 | 185  | 92   | R    |
| 37 | Canada (bandiera)      | A     | Rick Rypien         | 1984 | 180  | 77   | L    |
| 38 | Slovacchia (bandiera)  | A     | Pavol Demitra       | 1974 | 183  | 93   | L    |
| 41 | Canada (bandiera)      | P     | Curtis Sanford      | 1979 | 180  | 76   | L    |
| 42 | Canada (bandiera)      | A     | Kyle Wellwood       | 1983 | 180  | 84   | R    |
| 49 | Canada (bandiera)      | A     | Alexandre Bolduc    | 1985 | 188  | 91   | L    |
| 55 | Canada (bandiera)      | D     | Shane O'Brien       | 1983 | 188  | 102  | L    |

LEGENDA:

P = Portiere, D = Difensore, C = Centro, L = sinistra, R = destra

### Scelte al Entry Draft
Le scelte fatta dai Canucks durante l'Entry Draft 2008 di Ottawa.
| Rd | Nr  | Naz.                | Nome          | Ruolo | Anno | Squadra              | Lega   |
| -- | --- | ------------------- | ------------- | ----- | ---- | -------------------- | ------ |
| 1  | 10  | Canada (bandiera)   | Cody Hodgson  | A     | 1990 | Brampton Battalion   | OHL    |
| 2  | 41  | Canada (bandiera)   | Yann Sauve    | D     | 1990 | Saint John Sea Dogs  | QMJHL  |
| 5  | 131 | Canada (bandiera)   | Prab Rai      | A     | 1989 | Seattle Thunderbirds | WHL    |
| 6  | 161 | Norvegia (bandiera) | Mats Frøshaug | A     | 1988 | Linköpings Jr.       | Svezia |
| 7  | 191 | Canada (bandiera)   | Morgan Clark  | P     | 1990 | Red Deer Rebels      | WHL    |

Legenda: P = Portiere, D = Difensore, A = Attaccante, Rd = Giro in cui si è fatto la scelta, Nr. = Scelta assoluta